# Локалита Орја (Империја)
Локалита Орја је насеље у Италији у округу Империја, региону Лигурија.
Према процени из 2011. у насељу је живело 96 становника. Насеље се налази на надморској висини од 236 м.